# Puciul de la berărie

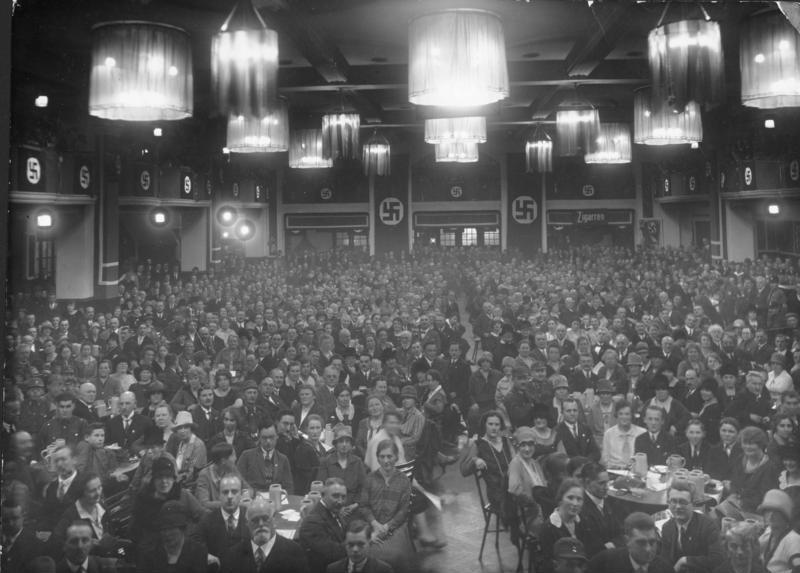
Adunare a NSDAP în berăria Bürgerbräukeller din München, 1923

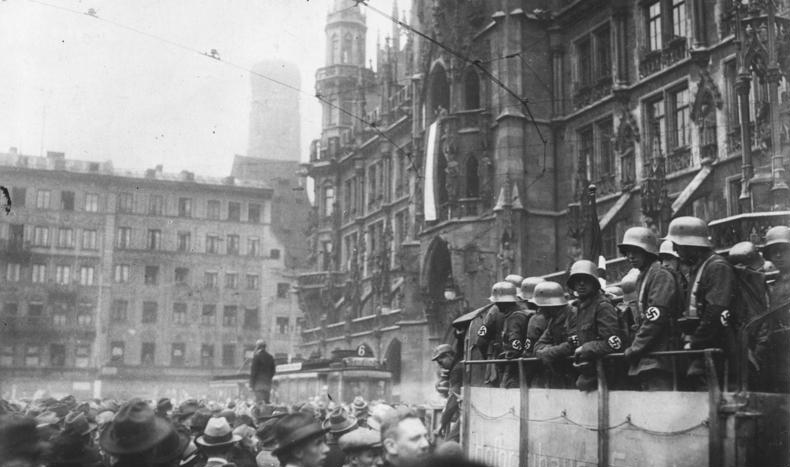
Marienplatz din München în timpul tentativei de puci

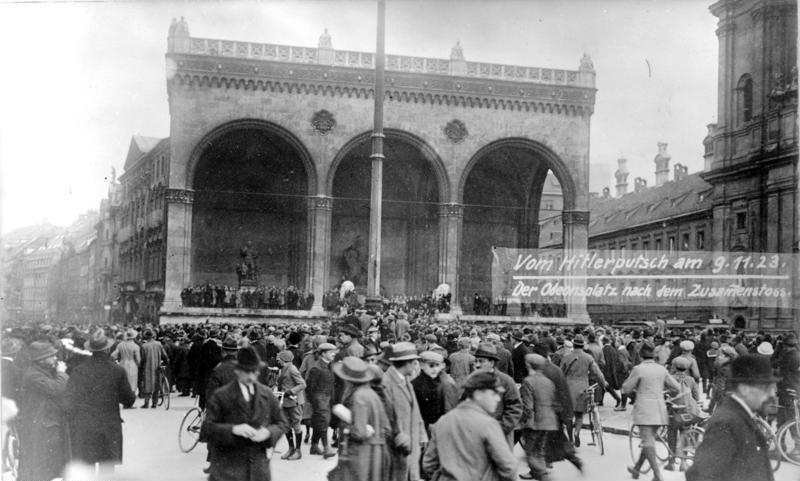
Piața Odeon din München pe 9 noiembrie 1923, după confruntarea puciștilor cu forțele de ordine

Puciul de la berărie (în germană numit Hitlerputsch sau Hitler-Ludendorff-Putsch) a fost o tentativă eșuată de lovitură de stat ce a avut loc între seara zilei de joi, 8 noiembrie, și după amiaza zilei de 9 noiembrie 1923, când liderul partidului nazist, Adolf Hitler, împreună cu generalul Erich Ludendorff, ambii veterani ai Primului Război Mondial, precum și alți lideri ai organizației Kampfbund au încercat să preia puterea politică în München, Bavaria și Germania. 
Aproximativ 2.000 de simpatizanți naziști agresivi, alcoolizați și în parte înarmați au mărșăluit de la berăria Bürgerbräukeller din Gasteig spre Feldherrnhalle, în centrul orașului, după modelul Marșului asupra Romei, care l-a propulsat la putere pe Benito Mussolini în 1922. Coloana a fost oprită de un cordon de polițiști, în ciocnirea respectivă pierzându-și viața 4 ofițeri de poliție, 13 naziști și un chelner venit din curiozitate. Adolf Hitler a fost rănit, dar a scăpat și s-a refugiat la țară. Două zile mai târziu a fost arestat și acuzat de trădare.
Tentativa de preluare a puterii l-a adus pe Hitler în atenția publicului, atât în plan intern, cât și internațional, pentru prima dată. Arestului i-a urmat un proces ce s-a întins pe o perioadă de 24 de zile. Mărturiile din tribunal au fost publicate, fapt ce i-a oferit lui Hitler prilejul de a-și exprima sentimentele naționaliste unui auditoriu larg. Tribunalul din München l-a condamnat pe Hitler la 5 ani de închisoare. Hitler a dictat în timpul detenției sale de 9 luni la penitenciarul Landsberg  deținuților Emil Maurice și Rudolf Hess lucrarea sa ideologică Mein Kampf. 
Pe 20 decembrie 1924, după doar 9 luni de detenție, Adolf Hitler a fost eliberat. Insurecția marchează începutul unui nou stil de acțiune al lui Hitler, întrucât de acum înainte se va concentra mai mult pe obținerea puterii prin mijloace legale decât prin cele condamnate în constituția statului.